# HD 70555
HD 70555 är en ensam stjärna belägen i den mellersta delen av stjärnbilden Akterskeppet, som också har Bayer-beteckningen w Puppis. Den har en skenbar magnitud av ca 4,83 och är svagt synlig för blotta ögat där ljusföroreningar ej förekommer. Baserat på parallaxmätning inom Hipparcosuppdraget på ca 3,2 mas, beräknas den befinna sig på ett avstånd på ca 1 000 ljusår (ca 310 parsek) från solen. Den rör sig bort från solen med en heliocentrisk radialhastighet på ca 33 km/s.

## Egenskaper
HD 70555 är en orange till gul jättestjärna av spektralklass K2.5 II-III Den har en massa som är ca 8 solmassor, en radie som är ca 60 solradier och har ca 2 230 gånger solens utstrålning av energi från dess fotosfär vid en genomsnittlig effektiv temperatur av ca 4 300 K.